# Marun
Marun (in persiano مارون‎) è il secondo giacimento petrolifero iraniano, situato nella regione del Khūzestān. Scoperto nel 1963, il giacimento è sfruttato attraverso un impianto di estrazione sulla terraferma gestito dalla Compagnia Petrolchimica Marun. Produce circa 520.000 barili di petrolio al giorno.